# Wenzel Weber von Ebenhof
Wenzel Weber, ab 1851 Ritter von Ebenhof (* 25. September 1781 in Eben bei Schüttenhofen; † 21. Februar 1865 in Prag), war ein böhmischer Verwaltungsjurist.

## Leben
Weber war Sohn eines Freisassen. Er besuchte zunächst die Schule seines Heimatortes, anschließend das Gymnasium in Budweis und darauffolgend die Universität Prag, an der er Rechtswissenschaft und Philosophie studierte. 1809 trat er in den Staatsdienst ein, wurde jedoch sogleich zum Dienst in den Koalitionskriegen herangezogen. Nach der Rückkehr wurde er Gubernialconcipist, stieg zum Kreiskommissar und Gubernialsekretär auf. Seine Ernennung zum Gubernialrat erfolgte 1832. Zugleich wurde er Kreishauptmann in Chrudim. 1849 trat er in den Ruhestand. Er war außerdem Gymnasialdirektor in Leitomischl.
Weber machte sich beim Ausbau der Straßen und Eisenbahnwege verdient. Zudem trieb er den Bau von Schulgebäuden sowie den Ausbau des Schulwesens voran. In der Revolution von 1848/1849 im Kaisertum Österreich machte er sich außerdem um die Bewahrung der Ordnung verdient. Durch Kaiser Ferdinand I. wurde er mit dem Ritterkreuz des Leopold-Ordens ausgezeichnet. Damit verbunden wurde er mit Diplom vom 13. Dezember 1851 mit dem Prädikat Ritter von Ebenhof in den Adelstand erhoben.
Weber wurde unter großer Anteilnahme in Prag beigesetzt. Zuvor hatte er seine Neffen adoptiert, wodurch der Adel mit kaiserlicher Genehmigung auf sie überging. Zu diesen Neffen zählten der Statthalter Philipp Weber von Ebenhof und der Arzt Ferdinand Weber von Ebenhof.